# L'ombra del vampiro
L'ombra del vampiro (Shadow of the Vampire) è un film del 2000 diretto da E. Elias Merhige.
È un tributo al genio di Friedrich Wilhelm Murnau che, in chiave romanzata, racconta un fantasioso dietro le quinte del film Nosferatu il vampiro del 1922.
È stato presentato nella Quinzaine des Réalisateurs del 53º Festival di Cannes.

## Trama
È il 1921. Friedrich Wilhelm Murnau è un regista tedesco. Ha appena concluso le riprese in studio su un film di vampiri: il suo film non ha però ottenuto la concessione a utilizzare il soggetto di Dracula di Bram Stoker, così, ha deciso di ambientare il film in Cecoslovacchia e non in Romania e sta per partire con la troupe per girare delle esterne che si preannunciano molto costose. Il regista tiene il più stretto riserbo sull'attore protagonista, che interpreterà il vampiro, la cui identità viene svelata dall'attore Gustav: si tratta di Max Schreck, della scuola russa, che è già in Polonia da settimane, per assorbire l'atmosfera del luogo. La sua conoscenza lascerà tutti di stucco, tanto è agghiacciante la sua figura, ma ancor più la troupe e il cast saranno raggelati dagli strani incidenti che via via accadono sul set, tanto che inizieranno a pensare tutti che Schreck sia in realtà un vero vampiro e non un attore. Quello che però nessuno sa è il compenso che Murnau ha pattuito con Schreck.

## Produzione
Il titolo provvisorio di lavorazione della pellicola era Burned to Light, ma Merhige decise di cambiarlo quando Dafoe gli chiese: «Chi è Ed?»; l'attore credeva infatti che il titolo del film fosse Burn Ed to Light.
Il film venne prodotto dalla Saturn Films di proprietà di Nicolas Cage. La sceneggiatura si prende molte licenze poetiche per romanzare le vicende e i personaggi reali coinvolti della produzione di Nosferatu il vampiro. Nella pellicola svariati personaggi principali vengono uccisi dal vampiro; nella realtà invece, questi individui non furono uccisi e continuarono a vivere a lungo dopo la fine del film. Fritz Wagner e Albin Grau, che nel film hanno il collo spezzato da Orlok, vissero rispettivamente fino agli anni cinquanta e settanta. Greta Schröder continuò la carriera di attrice fino agli anni cinquanta e morì nel 1980. Di tutti i personaggi coinvolti, fu il regista Murnau quello che morì per primo, vittima di un incidente automobilistico in California nel 1931. Il ritratto di uomo dittatoriale e sregolato che il film dà di Murnau non è accurato, in quanto varie fonti lo ricordano come un regista attento e  di rara sensibilità.
Tre membri del cast erano già apparsi in altri film sui vampiri in precedenza: Kier aveva interpretato il conte Dracula in Dracula cerca sangue di vergine... e morì di sete!!! (1974) e Dragonetti in Blade (1998), Elwes era stato Arthur Holmwood in Dracula di Bram Stoker (1992), mentre Dafoe aveva recitato in un piccolo ruolo in Miriam si sveglia a mezzanotte (1983).

## Riconoscimenti
- 2001 - Premio Oscar
  - Candidatura ai miglior attore non protagonista a Willem Dafoe
  - Candidatura ai miglior trucco a Ann Buchanan e Amber Sibley
- 2001 - Golden Globe
  - Candidatura ai miglior attore non protagonista a Willem Dafoe
- 2001 - Chicago Film Critics Association Award
  - Candidatura ai miglior attore non protagonista a Willem Dafoe
- 2001 - Independent Spirit Award
  - Miglior attore non protagonista a Willem Dafoe
  - Candidatura aila migliore fotografia a Lou Bogue
- 2001 - Saturn Award
  - Miglior attore non protagonista a Willem Dafoe
  - Saturn Award Speciale (Per l'utilizzo di alcune sequenze di Nosferatu il vampiro)
  - Candidatura ai migliori costumi a Caroline De Vivaise
  - Candidatura ai miglior trucco a Ann Buchanan e Amber Sibley
- 2000 - Los Angeles Film Critics Association Award
  - Miglior attore non protagonista a Willem Dafoe
- 2000 - New York Film Critics Circle Award
  - Candidatura ai miglior attore non protagonista a Willem Dafoe
- 2001 - Satellite Award
  - Miglior attore non protagonista a Willem Dafoe
- 2001 - Screen Actors Guild Award
  - Candidatura ai miglior attore non protagonista a Willem Dafoe